# میکا زیبانژاد
میکا زیبانژاد (انگلیسی: Mika Zibanejad؛ زادهٔ ۱۸ آوریل ۱۹۹۳) بازیکن هاکی روی یخ حرفه‌ای و ایرانی-فنلاندی تبار اهل سوئد است. او در حال حاضر در تیم هاکی بزرگسالان سوئد و همچنین در لیگ ملی هاکی آمریکا(NHL) بازی می‌کند و عضو تیم هاکی روی یخ نیویورک رنجرز است.
میکا فعالیت حرفه‌ای خود را از باشگاه‌های کانادا آغاز نمود و پس از ۵ سال با درک براسارد بازیکن نیویورک رنجرز مبادله شد. زیبانژاد برای تیم زیر ۱۸ ساله‌های سوئد و همچنین تیم ملی جوانان سوئد به میدان رفته است.
در دیدار نهایی مسابقات قهرمانی هاکی روی یخ جوانان جهان که در سال ۲۰۱۲ انجام شد تیم سوئد با شکست روسیه به مدال طلا رسید. این مسابقه با نتیجه ۱-۰ به پایان رسید و گل طلایی سوئد را میکا زیبانژاد به ثمر رساند.
در تاریخ ۵ مارس ۲۰۲۰ در بازیهای لیگ ملی هاکی آمریکا، در بازی نیویورک رنجرز مقابل واشنگتن کاپیتالز با ثمر رساندن ۵ گل باعث پیروزی نیویورک رنجرز مقابل حریف با نتیجه ۵ـ۶ شد. این برای سومین بار در تاریخ باشگاه نیویورک رنجرز است که یک بازیکن در یک بازی ۵ گل میزند. 

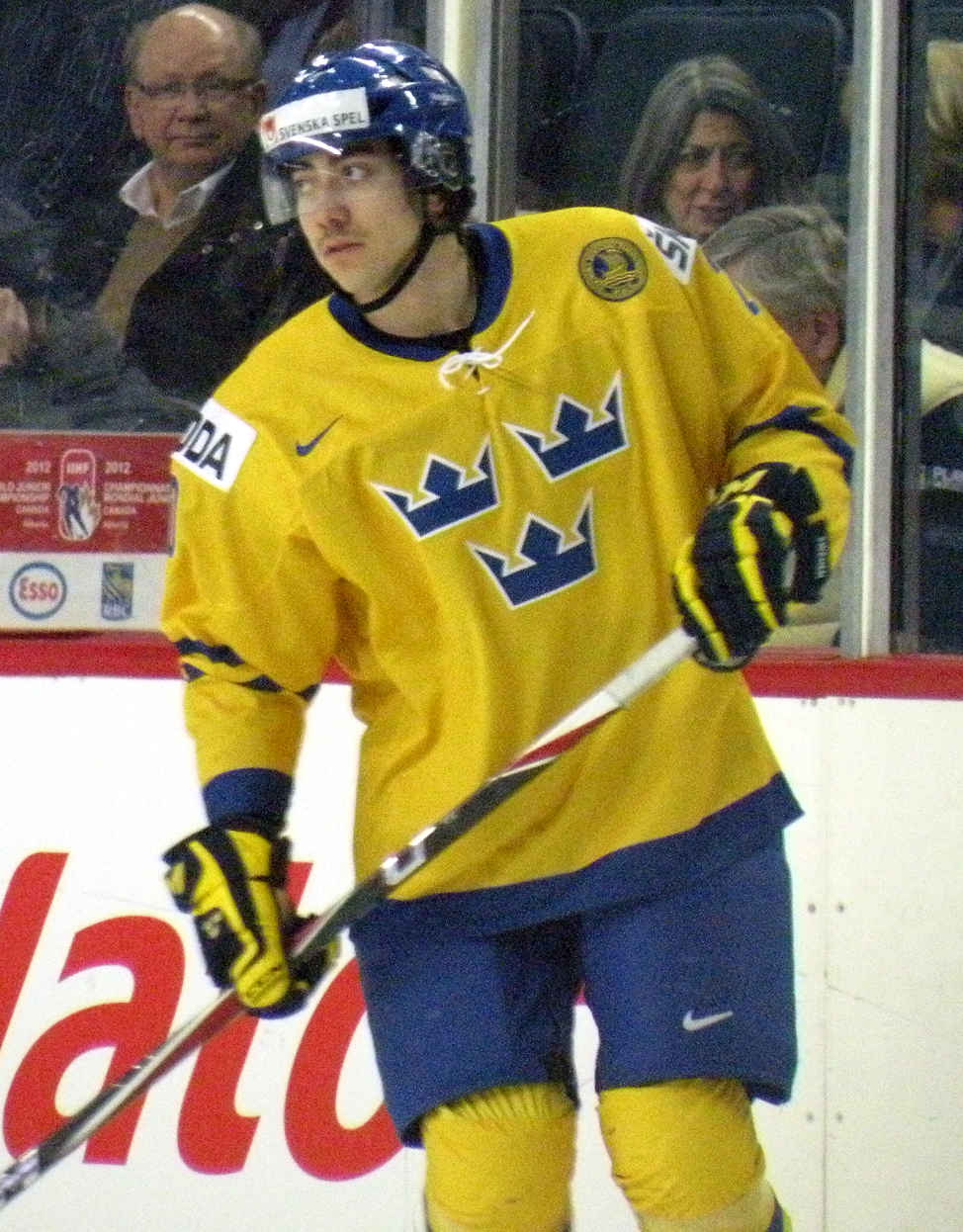
میکا زیبانژاد در حال بازی برای تیم ملی سوئد، سال ۲۰۱۲